# Frenchman
Frenchman en Pawnee is een western tweeluik van de hand van striptekenaar Patrick Prugne. De twee delen zijn getiteld Frenchman en Pawnee en verschenen voor het eerst in 2011, in het Nederlands taalgebied door uitgeverij Silvester in 2022.
Prugne verweeft in beide albums historische feiten en fictie tot een visueel aquarel, waarin de ruige frontier en de menselijke verhalen centraal staan.

## Inhoud
Begin 19e eeuw, kort na de verkoop van Louisiana aan de Verenigde Staten, wordt de jonge Normandische boer Alban Labiche door legerrekruteerders meegesleurd in de wereld van het Noord-Amerikaanse frontierleven. Nadat hij een jonge slaaf verdedigt en ter dood veroordeeld wordt, redt de Franse trapper Toussaint Charbonneau hem van de galg. Samen trekken ze door moerassen, prairies en bossen, op de vlucht voor premiejagers en op zoek naar vrijheid.
Hun tocht voert hen langs Franse kolonisten, Amerikaanse soldaten en diverse inheemse volkeren, waaronder de Pawnee. Alban leert de harde wetten van het wilde westen kennen: de schoonheid van de natuur, maar ook de wreedheid van conflicten tussen stammen, kolonisten en soldaten. In een wereld vol gevaren en morele dilemma’s moet hij kiezen tussen overleven of vasthouden aan zijn idealen.